# ジフェニルメタンジイソシアネート

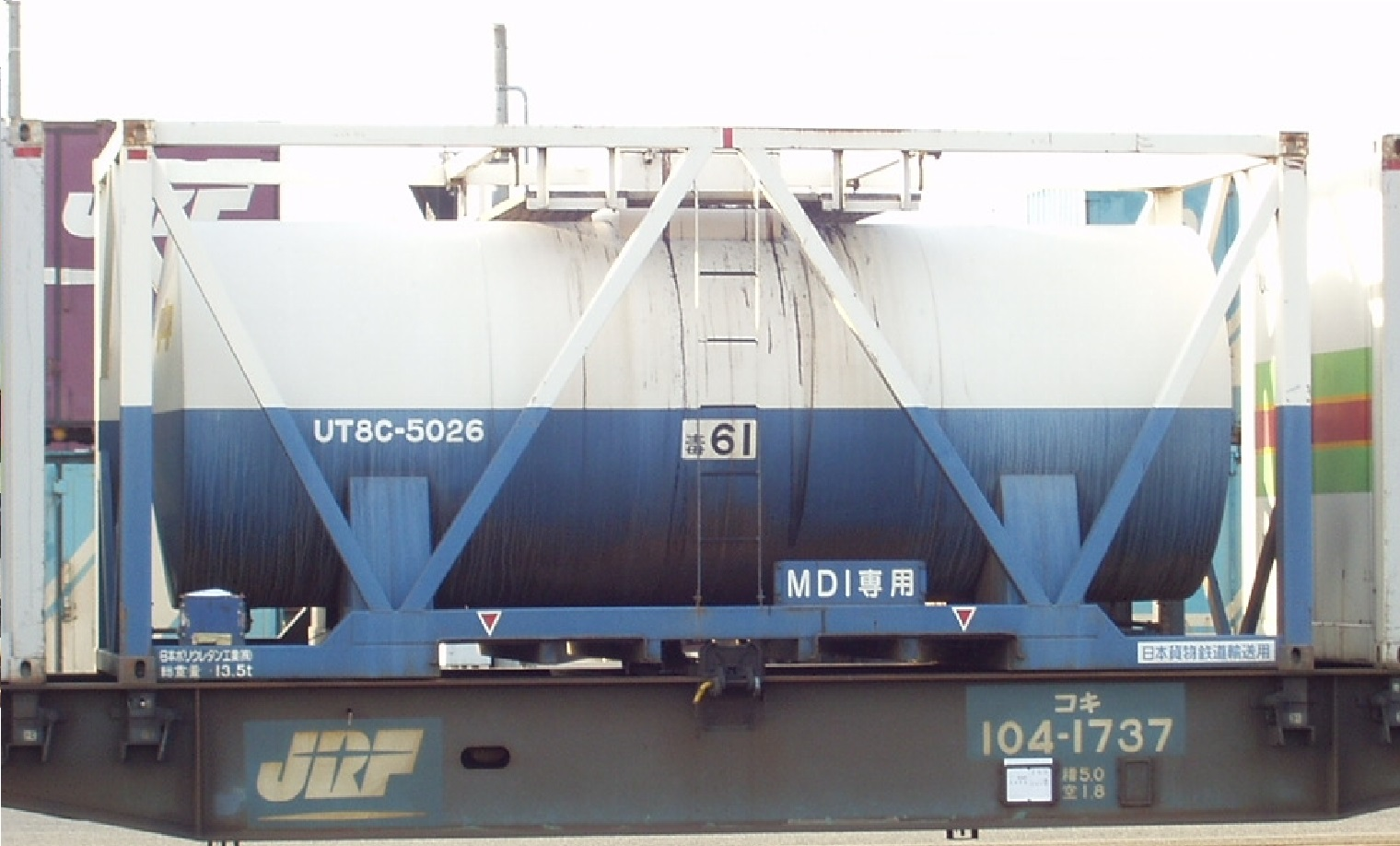
MDIの鉄道輸送用にJR貨物より承認登録された、日本陸運産業所有、日本ポリウレタン工業借受の鉄道私有コンテナ、UT8C-5026。岡山県／旧、西岡山駅にて、2003年4月17日撮影。

ジフェニルメタンジイソシアネートは、通常MDIと略され、芳香族ジイソシアネートの1つである。MDIには、2,2'-MDI, 2,4'-MDI及び4,4'-MDIの3種類の異性体が存在している。4,4'-MDIは、モノメリックMDIとして知られている。ポリメリックMDI（ポリメチレンポリフェニルポリイソシアネート）は、モノメリックMDIと高分子量のポリイソシアネートの混合物である。

## 製造
MDIの製造方法は、以下の工程からなりたっている。
- ポリメリックメチレンジアニリン(ポリメリックMDA)を製造する為の、アニリンとホルマリンの縮合反応工程
- ポリメリックMDI混合物を製造する為の、ポリメリックMDAのホスゲン化工程
- ポリメリックMDI混合物から蒸留乃至は晶析により、モノメリックMDIを分離する工程

## 用途
MDIは、主に硬質及び軟質ポリウレタンフォームや塗料、接着剤、エラストマーの製造に使用される。

## 安全性
MDIの過剰暴露は、気管支喘息へと繋がる可能性のある呼吸器系への悪影響を引き起こす可能性があるので、日本産業衛生学会が勧告する許容濃度（TWA 0.005 ppm （0.035 mg/m3）、最大許容濃度 0.02 ppm（0.14 mg/m3））を厳守する必要性がある。一度気管支喘息を引起こすと、ジイソシアネートに対して過敏となり、許容濃度以下であっても再び気管支喘息を引き起こす可能性がある。MDIの蒸気、エアゾール及びミストは、眼への刺激を引き起こす。MDIは、中程度の皮膚刺激性を有しており、極めて稀ではあるが、皮膚感作作用や皮膚炎を引き起こす事もある。MDIを誤って飲み込んだ場合の毒性はあまり大きくないが、呼吸器系への吸入により毒性が現れる。MDI暴露下で働く労働者の健康に関する長期的な調査では、呼吸器系症候以外の暴露による臨床学的な影響は、報告されていない。
MDIを加温したりスプレーしたりする場合は、十分な換気装置の設置や個人用保護具の着用が不可欠である。MDIが陸上や水生の動植物に及ぼす毒性は低い。又、MDIは水と反応し、固体で不活性なポリ尿素化合物を生成する。従って、MDIが環境中に漏れ出しても、環境へ与える影響は極めて僅かである。
国内外の主たるMDIの製造会社は、「国際イソシアネート協会（International Isocyanate Institute、略称：III）」に属している。IIIは、作業場、共同場所及び環境での安全なMDIの取扱いについて、調査研究を行っている。日本国内では、TDI、MDI及びHDIの製造会社は、「ウレタン原料工業会、略称：JURA」に属しており、作業場、共同場所及び環境での安全なMDI取扱いに関する啓蒙活動を行っている。
MDIに関しての個人用保護具の取扱い、輸送・保管・サンプリング・分析時の暴露モニタリング方法、トラブル対処方法及び健康・環境面での注意事項が、文献にまとめられている。
欧州におけるMDIの危険有害性の分類及びラベルの詳細については、「European Diisocyanate and Polyol Producers Association、略称：ISOPA」のウェブサイトから入手出来る。MDI に関する詳細な情報を含んだREACHのデータベースは、「European Chemicals Agency、略称：ECHA」から入手できる。
日本におけるMDIのGHS分類や製品安全データシート（SDS）は、独立行政法人 製品評価技術基盤機構（略称：NITE）のウェブサイト 、厚生労働省のウェブサイトあるいはウレタン原料工業会とウレタンフォーム工業会（JUFA）の両者で組織した日本ウレタン工業協会 (JUII) のウェブサイトから入手出来る。

## 日本の主な適用法令
- 化学物質の審査及び製造等の規制に関する法律（略称：化審法）
  - 既存化学物質
    - メチレンビス（４，１－フェニレン）＝ジイソシアネート ：官報公示整理番号　4-118
    - α－（イソシアナトベンジル）－ω－（イソシアナトフェニル）ポリ ［（イソシアナトフェニレン）メチレン］：官報公示整理番号　7-872

  - 優先評価化学物質
    - メチレンビス（４，１－フェニレン）＝ジイソシアネート：通し番号　74
    - α－（イソシアナトベンジル）－ω－（イソシアナトフェニル）ポリ ［（イソシアナトフェニレン）メチレン］：通し番号　225
- 労働安全衛生法
  - 表示物質（法第57条、規則第30条別表第二）：メチレンビス（４，１－フェニレン）＝ジイソシアネート（別名MDI）
  - 通知物質 (法第57条の2、および法第57条の3)　：メチレンビス（４，１－フェニレン）＝ジイソシアネート（別名MDI）
- 労働基準法
  - 疾病化学物質 (法第75条第2項、施行規則第35条別表第1の2第4号1・昭53労告36号) ：メチレンビスフェニルイソシアネート(別名MDI)（皮膚障害、前眼部障害又は気道障害）
- 特定化学物質の環境への排出量の把握等及び管理の改善の促進に関する法律 （略称：化管法）
  - 第一種指定化学物質：メチレンビス（４，１－フェニレン）＝ジイソシアネート(政令番号：1-498)、　アルファ－（イソシアナトベンジル）－オメガ－（イソシア ナトフェニル）ポリ［（イソシアナトフェニレ　　　　　　　　　　　　　ン）メチレン］（政令番号：1-052）

- 消防法
  - 危険物
    - 4,4’-ジフェニルメタンジイソシアネート　：該当せず
    - ポリメチレンポリフェニルポリイソシアネート　：第4類第4石油類
- 海洋汚染等及び海上災害の防止に関する法律（略称：海洋汚染防止法）
  - 有害液体物質 (施行令別表第一) ：Y類物質（ジフェニルメタンジイソシアナート）
- 港則法 港則法施行規則（危険物の種類を定める告示）                ：　毒物類（毒物）、ジフェニルメタンジイソシアナート
- 大気汚染防止法
  - 有害大気汚染物質に該当する可能性がある物質（中央環境審議会の第九次答申） ：メチレンビス(4-フェニルイソシアネート)（別名：メチレンビス(4,1-フェニレン)=ジイソシアネート）